# 小椋冬美
小椋冬美（1956年12月25日—），日本漫畫家，本名後藤彩，群馬縣出身。

## 經歷
1975年以〈うれしい昼下がり〉獲得Ribon新人漫畫賞佳作第1席（同期第2席是曾根富美子），1976年刊登於《Ribon正月大增刊號》出道
。

## 作品
小椋目前唯一正式授權中文譯本的作品是《BE MY BABY》。